# Cremastocheilus stathamae
Cremastocheilus stathamae är en skalbaggsart som beskrevs av Mont A. Cazier 1961. Cremastocheilus stathamae ingår i släktet Cremastocheilus och familjen Cetoniidae. Inga underarter finns listade i Catalogue of Life.